# Euplectrus chapadae
Euplectrus chapadae är en stekelart som beskrevs av William Harris Ashmead 1904. Euplectrus chapadae ingår i släktet Euplectrus och familjen finglanssteklar.
Artens utbredningsområde är:
- Colombia.
- Kuba.
- Paraguay.

Inga underarter finns listade i Catalogue of Life.